# Базисний Розсадник
Базисний розсадник (рос. Базисный питомник) — селище у Наро-Фомінському районі Московської області Російської Федерації.

## Розташування
Селище Базисний розсадник входить до складу міського поселення Наро-Фомінськ, воно розташовано на схід від Наро-Фомінська, поруч із Київським шосе. Найближчі населені пункти Івановка, Афанасовка, Савеловка, Могутово.

## Населення
Станом на 2006 рік у селі проживало 148 осіб, в 2010 — 106 осіб.